# مک‌کلر، قلمرو پایتختی استرالیا
مک‌کلر (به انگلیسی: McKellar) یک حومه شهر در استرالیا است که در قلمرو پایتختی استرالیا واقع شده‌است.